# Tinea cruris
Tinea cruris, conosciuta anche come epidermofizia inguinale o eczema marginato di Hebra, è un'infezione micotica della regione inguinale da dermatofiti tipica degli sportivi, delle persone obese o di chi usa indumenti stretti. Si riscontra più comunemente negli uomini.

## Eziologia
Le infezioni da Epidermophyton floccosum e Trichophyton rubrum sono responsabili di quasi la totalità dei casi. I fattori predisponenti sono l'utilizzo di indumenti stretti e a bassa traspirazione e l'attività fisica. Ciò comporta l'instaurarsi di un microambiente caldo-umido che favorisce la macerazione della cute e la proliferazione dei miceti. È possibile anche l'autoinoculazione da un altro sito, come nel caso del piede d'atleta.

## Epidemiologia
La condizione colpisce prevalentemente i maschi in età adulta. La patologia è molto contagiosa e può portare a epidemie in zone ad elevato affollamento e promiscuità, come bagni, piscine.

## Clinica

### Segni e sintomi
L'infezione si presenta in regione inguinale con una chiazza eritematosa anulare con un centro chiaro similmente ad altre dermatofitosi. Spesso l'anello risulta incompleto data la conformazione della regione coinvolta. La lesione ha margini ben definiti e si associa ad intenso prurito. Può evolvere in una lesione desquamante e talvolta a formazione di vere e proprie vesciche. Tende ad espandersi verso i glutei ma usualmente risparmia lo scroto.

### Diagnosi differenziale
Alcune patologie possono essere confuse con la Tinea cruris e devono essere escluse:
- Intertrigine, patologia comune da Candida, non marginata e che spesso interessa lo scroto
- Eczema da contatto
- Eritrasma, raro, non è marginato e non prude
- Morbo di Hailey-Hailey, rara patologia genetica

## Trattamento

### Prevenzione primaria e secondaria
L'obiettivo è quello di minimizzare le possibilità di contagio e creare un microambiente sfavorevole per la crescita del fungo. È quindi fortemente consigliato mantenere un'accurata igiene della regione inguinale, con una accorta asciugatura dopo la doccia o dopo il bagno. Bisogna inoltre cambiare spesso gli indumenti intimi, soprattutto dopo aver sudato, e preferire materiali traspiranti, assicurando una debita disinfezione dei capi. Si consiglia di non scambiare indumenti e asciugamani con altri soggetti.

### Trattamento farmacologico
La terapia di prima scelta è topica con antimicotici quali il miconazolo, il clotrimazolo, la butenafina, la naftifina, mentre nei casi più gravi si usa la griseofulvina. In caso di fallimento della terapia topica, si può passare alla terapia per via sistemica